# 大麻町姫田
大麻町姫田（おおあさちょうひめだ）は、徳島県鳴門市の大字。郵便番号は779-0301。

## 地理
鳴門市の中央南部に位置する。東は大津町大代、南は大津町段関および大津町大幸・大麻町牛屋島、西および北は大麻町大谷と接する。北半は山地、南半は平野部で農業地域である。山麓に築溜・中池などの溜池がある。
徳島県道12号鳴門池田線が東西に走り、その南側をJR鳴門線が並行して通る。姫田の中央部立道にJR立道駅が置かれている。立道駅付近から南方へ徳島県道39号徳島鳴門線が分岐している。

### 小字
| - 池 - 内田 - 馬越 - 大人 - 大森 - カウ田 | - 鴨 - 川田 - 川鍋 - 北長田 - 北百地 - 木場前 | - 久原 - 久保ノ内 - 小森下 - 小森山路 - 五反田 - 里 | - 塩田 - 下久保 - 庄堺 - 新田 - 先達 - タキケ谷 | - 竹ノ下 - 寺内 - 寺西な - 中塚 - 西百地 - 西溝添 | - 浜塚 - 半丈 - 東百地 - 東溝添 - ミセチ - 三ツカ谷 | - 南長田 - 宮ケ谷 - 森崎 |  |

## 歴史
江戸期から町村制の施行された明治22年にかけては板東郡および板野郡の村であった。寛文4年より板野郡に属す。
明治22年に同郡堀江村の大字となった。昭和28年4月より堀江町の大字となる。昭和34年4月に板東町と堀江町が合併し大麻町が誕生し同町の大字となる。昭和42年に大麻町が鳴門市に編入され現在の鳴門市の大字となる。

## 世帯数と人口
2022年（令和4年）7月31日現在の世帯数と人口は以下の通りである。
| 町丁       | 世帯数  | 人口  |
| ---------- | ------- | ----- |
| 大麻町姫田 | 387世帯 | 871人 |

## 小・中学校の学区
市立小・中学校に通う場合、学区は以下の通りとなる。
| 番地                       | 小学校               | 中学校             |
| -------------------------- | -------------------- | ------------------ |
| 字小森下及び小森山路       | 鳴門市立大津西小学校 | 鳴門市立第一中学校 |
| 小森下及び小森山路を除く。 | 鳴門市立堀江北小学校 | 鳴門市立大麻中学校 |

## 施設
- 葛城神社（姫田城址）
- 圓勝寺 - 阿波北方二十四輩霊場21番札所
- 音蔵寺

## 交通

### 鉄道
- JR鳴門線 立道駅

### バス
徳島バス
- 立道

### 道路
都道府県道
- 徳島県道12号鳴門池田線
- 徳島県道39号徳島鳴門線